# Liste der Mitglieder der Badischen Ständeversammlung 1857 bis 1858
Diese Liste umfasst die Mitglieder der Ständeversammlung des Großherzogtums Baden für die Sessionen des 18. ordentlichen Landtags. Die Eröffnung fand am 19. November 1857 statt. Die Schlusssitzung fiel auf den 4. Mai 1858. Insgesamt fanden 23 Sitzungen der Ersten Kammer und 52 Sitzungen der Zweiten Kammer statt.

## Präsidium der Ersten Kammer
Präsident: Markgraf Wilhelm von Baden 

Vizepräsident: Anton von Stabel 

2. Vizepräsident: Freiherr Franz Rüdt von Collenberg-Eberstadt  

Stellvertreter des 2. Vizepräsidenten: Freiherr Wilhelm Ludwig von Gemmingen 

## Mitglieder der Ersten Kammer

### Prinzen des Hauses Baden
- Prinz Wilhelm von Baden
- Prinz Karl von Baden
- Markgraf Wilhelm von Baden (war nie anwesend)
- Markgraf Maximilian von Baden

### Standesherren
- Fürst Karl Egon zu Fürstenberg
- Fürst Ernst zu Leiningen (war nie anwesend)
- Fürst Erwein von der Leyen (war nie anwesend)
- Fürst Adolf zu Löwenstein-Wertheim-Freudenberg (war nie anwesend)
- Fürst Karl zu Löwenstein-Wertheim-Rosenberg (war nie anwesend)
- Graf Karl Theodor zu Leiningen-Billigheim (war nie anwesend)
- Graf August Clemens zu Leiningen-Neudenau (war nie anwesend)

### Vertreter des erblichen Landstands
- Graf Ludwig Wilhelm August von Langenstein und Gondelsheim (war nie anwesend)

### Vertreter der katholischen Kirche
- Hermann von Vicari,[1] Erzbischof von Freiburg (war nie anwesend)

### Vertreter der evangelischen Landeskirche
- Carl Christian Ullmann,[1] Prälat der Evangelischen Landeskirche

### Vertreter des grundherrlichen Adels

#### Oberhalb der Murg
- Graf Karl von Kageneck, Regierungsrat
- Freiherr Ignaz von Rotberg, Forstmeister
- Freiherr Roderich von Stotzingen
- Freiherr Hans von Türckheim, Legationsrat

#### Unterhalb der Murg
- Freiherr Karl von Gemmingen-Treschklingen
- Freiherr Karl von Göler, der Ältere
- Freiherr Franz von Kettner, Oberschlosshauptmann
- Freiherr Adolf Rüdt von Collenberg-Bödigheim

### Vertreter der Landesuniversitäten
- Robert von Mohl,[1] Geheimer Hofrat, Vertreter der Universität Heidelberg
- Adolf Schmidt,[1] Hofrat, Vertreter der Universität Freiburg

### Vom Großherzog ernannte Mitglieder
- Anton von Stabel,[1] Geheimrat
- Freiherr Franz Rüdt von Collenberg-Eberstadt, Staatsrat
- Christoph Franz Trefurt, Staatsrat
- Friedrich von Porbeck, Generalmajor
- Johann Nepomuk Fromherz, Regierungsdirektor
- Freiherr Wilhelm Ludwig von Gemmingen, Oberstforstrat
- Friedrich Lauer, Fabrikant
- Karl von Chrismar

## Präsidium der Zweiten Kammer
Präsident: Karl Junghanns 

1. Vizepräsident: Friedrich Theodor Schaaf 

2. Vizepräsident: Bernhard August Prestinari

## Die gewählten Abgeordneten der Zweiten Kammer

### Stadtwahlbezirke
| Wahlbezirk | Bezeichnung des Wahlbezirks     | Name des Abgeordneten      |
| ---------- | ------------------------------- | -------------------------- |
| S1         | Wahlbezirk der Stadt Überlingen | Adolf Schmalholz           |
| S2         | Wahlbezirk der Stadt Konstanz   | Karl Steiner               |
| S3         | Wahlbezirk der Stadt Freiburg   | Emil Seramin               |
| S3         | Wahlbezirk der Stadt Freiburg   | Franz Hägelin              |
| S4         | Wahlbezirk der Stadt Lahr       | Gustav Adolf Fingado       |
| S4         | Wahlbezirk der Stadt Lahr       | Friedrich Wilhelm Wagner   |
| S5         | Wahlbezirk der Stadt Offenburg  | Josef Karl Burger          |
| S6         | Wahlbezirk der Stadt Rastatt    | Anton Sallinger            |
| S7         | Wahlbezirk der Stadt Baden      | Franz Anton Küßwieder      |
| S8         | Wahlbezirk der Stadt Karlsruhe  | Johann Ludwig Klauprecht   |
| S8         | Wahlbezirk der Stadt Karlsruhe  | Jakob Stüber               |
| S8         | Wahlbezirk der Stadt Karlsruhe  | Albert Knittel             |
| S9         | Wahlbezirk der Stadt Durlach    | Hermann Eisenlohr          |
| S10        | Wahlbezirk der Stadt Pforzheim  | Friedrich Wilhelm Lenz     |
| S10        | Wahlbezirk der Stadt Pforzheim  | Friedrich Bissing          |
| S11        | Wahlbezirk der Stadt Bruchsal   | Bernhard August Prestinari |
| S12        | Wahlbezirk der Stadt Mannheim   | Philipp Artaria            |
| S12        | Wahlbezirk der Stadt Mannheim   | Ludwig Achenbach           |
| S12        | Wahlbezirk der Stadt Mannheim   | Franz Anton Nestler        |
| S13        | Wahlbezirk der Stadt Heidelberg | Heinrich Krausmann         |
| S13        | Wahlbezirk der Stadt Heidelberg | Josef Kraus                |
| S14        | Wahlbezirk der Stadt Wertheim   | Jakob von Runkel           |

### Ämterwahlbezirke
| Wahlbezirk | Bezeichnung des Wahlbezirks                                                              | Name des Abgeordneten            |
| ---------- | ---------------------------------------------------------------------------------------- | -------------------------------- |
| A1         | Wahlbezirk der Ämter Meersburg, Salem, Pfullendorf und Überlingen                        | Johann Benedikt Fischler         |
| A2         | Wahlbezirk der Ämter Radolfzell, Blumenfeld und Konstanz                                 | Franz Michael Faller             |
| A3         | Wahlbezirk der Ämter Stockach, Meßkirch und Engen                                        | Walter Schwarzmann               |
| A4         | Wahlbezirk der Ämter Blumberg, Stühlingen, Bonndorf, Löffingen und Neustadt              | Joseph Alois Bär                 |
| A5         | Wahlbezirk der Ämter Villingen und Hüfingen                                              | Ludwig Kirsner                   |
| A6         | Wahlbezirk der Ämter Tiengen, Jestetten, St. Blasien und Waldshut                        | Franz Rutschmann                 |
| A7         | Wahlbezirk der Ämter Säckingen, Laufenburg und Schönau                                   | Fridolin Lauber                  |
| A8         | Wahlbezirk der Ämter Schopfheim und Kandern                                              | Georg Seufert                    |
| A9         | Wahlbezirk des Amtes Lörrach                                                             | Friedrich Rottra                 |
| A10        | Wahlbezirk des Amtes Müllheim                                                            | Nicolaus Blankenhorn-Krafft      |
| A11        | Wahlbezirk der Ämter Staufen und Heitersheim                                             | Franz Xaver Riesterer            |
| A12        | Wahlbezirk des Amtes Altbreisach mit zum Stadtamt Freiburg zugehörigen Landorten         | Marquard Huber von Gleichenstein |
| A13        | Wahlbezirk des Landamtes Freiburg (I) und des Amtes St. Peter                            | Alois Mayer                      |
| A14        | Wahlbezirk des Landamtes Freiburg (II) und der Ämter Waldkirch und Elzach                | Karl August Kapferer             |
| A15        | Wahlbezirk des Amtes Emmendingen                                                         | Christian Bär                    |
| A16        | Wahlbezirk der Ämter Endingen und Kenzingen                                              | Anton Sieb                       |
| A17        | Wahlbezirk der Ämter Triberg, Hornberg, Wolfach und Haslach                              | Karl Horn                        |
| A18        | Wahlbezirk des Amtes Ettenheim                                                           | Franz Gschrey                    |
| A19        | Wahlbezirk des Amtes Lahr                                                                | Wilhelm Bausch                   |
| A20        | Wahlbezirk des Amtes Offenburg mit Teilen des Amtes Appenweier                           | Karl August Wagenmann            |
| A21        | Wahlbezirk der Ämter Gengenbach und Oberkirch mit Teilen des Amtes Appenweier            | Jakob Trefzger                   |
| A22        | Wahlbezirk der Ämter Rheinbischofsheim und Kork                                          | Jakob Dörr                       |
| A23        | Wahlbezirk der Ämter Achern und Bühl                                                     | Anton Beck                       |
| A24        | Wahlbezirk der Ämter Ettlingen und Rastatt                                               | Jakob Ullrich                    |
| A25        | Wahlbezirk der Ämter Baden, Gernsbach und Steinbach                                      | Michael Kamm                     |
| A26        | Wahlbezirk des Landamtes Karlsruhe mit Teilen des Landamtes Bruchsal                     | Ernst Anton Fischer              |
| A27        | Wahlbezirk der Ämter Durlach und Stein                                                   | Karl Friderich                   |
| A28        | Wahlbezirk des Amtes Pforzheim                                                           | Karl Gottlieb Gottschalk         |
| A29        | Wahlbezirk des Amtes Bruchsal mit Teilen des Amtes Eppingen                              | Ferdinand Engelhard              |
| A30        | Wahlbezirk des Amtes Bretten mit Teilen des Amtes Eppingen                               | Louis Paravicini                 |
| A31        | Wahlbezirk der Ämter Philippsburg und Schwetzingen                                       | Friedrich Christian Rettig       |
| A32        | Wahlbezirk der Ämter Wiesloch und Neckargmünd                                            | Karl Junghanns                   |
| A33        | Wahlbezirk des Amtes Sinsheim mit Teilen des Amtes Eppingen                              | Heinrich Friedrich Muth          |
| A34        | Wahlbezirk des Amtes Heidelberg                                                          | Philipp Allmang                  |
| A35        | Wahlbezirk der Ämter Ladenburg und Weinheim                                              | Karl Ludwig Hübsch               |
| A36        | Wahlbezirk des Amtes Neckarbischofsheim mit Teilen des Amtes Mosbach (links des Neckars) | August Karl Fröhlich             |
| A37        | Wahlbezirk des Amtes Eberbach mit Teilen des Amtes Mosbach (rechts des Neckars)          | Friedrich Theodor Schaaf         |
| A38        | Wahlbezirk der Ämter Buchen und Osterburken                                              | Johann Georg Spohn               |
| A39        | Wahlbezirk des Amtes Boxberg                                                             | Franz Anton Regenauer            |
| A40        | Wahlbezirk der Ämter Tauberbischofsheim und Gerlachsheim                                 | Franz Michael Steinam            |
| A41        | Wahlbezirk der Ämter Wertheim und Walldürn                                               | Felix Anton Kieser               |

## Belege und Anmerkungen
1. 1 2 3 4 5 6 7 8 9  Dieser Mandatsträger ist in den amtlich veröffentlichten Abgeordnetenlisten als promovierter Akademiker ausgewiesen, d. h. dort üblicherweise mit einem vor dem Namen stehenden Doktor-Grad verzeichnet
2. 1 2  Bis 1931 hieß die Stadt Baden-Baden nur Baden.